# Zhen’an (Shangluo)
Der Kreis Zhen’an (镇安县,  Zhèn’ān Xiàn) ist ein Kreis der bezirksfreien Stadt Shangluo im Osten der chinesischen Provinz Shaanxi. Er hat eine Fläche von 3.481 Quadratkilometern und zählt 253.786 Einwohner (Stand: Zensus 2020). Sein Hauptort ist die Großgemeinde Yongle (永乐镇).

## Administrative Gliederung
Auf Gemeindeebene setzt sich der Kreis aus vierzehn Großgemeinden und elf Gemeinden zusammen. 